# فرودگاه آپولو
فرودگاه آپولو  (به انگلیسی: Upolu Airport) یک فرودگاه همگانی با کد یاتا UPP است که یک باند فرود آسفالت دارد و طول باند آن ۱۱۵۸ متر است. این فرودگاه در کشور ایالات متحده آمریکا قرار دارد و در ارتفاع ۲۹ متری از سطح دریا واقع شده است.